# ロマン・ポワト
ロマン・ポワト（Romain Poite、1975年9月14日 - ）は、フランスのラグビーユニオンレフリー（審判員）。フランス・ロシュフォール出身。

## 略歴
2007年、2007年W杯の担当レフリーになって現在も継続中。
そして2019年、2019年W杯の決勝アシスタントレフリー担当。